# Čerchov

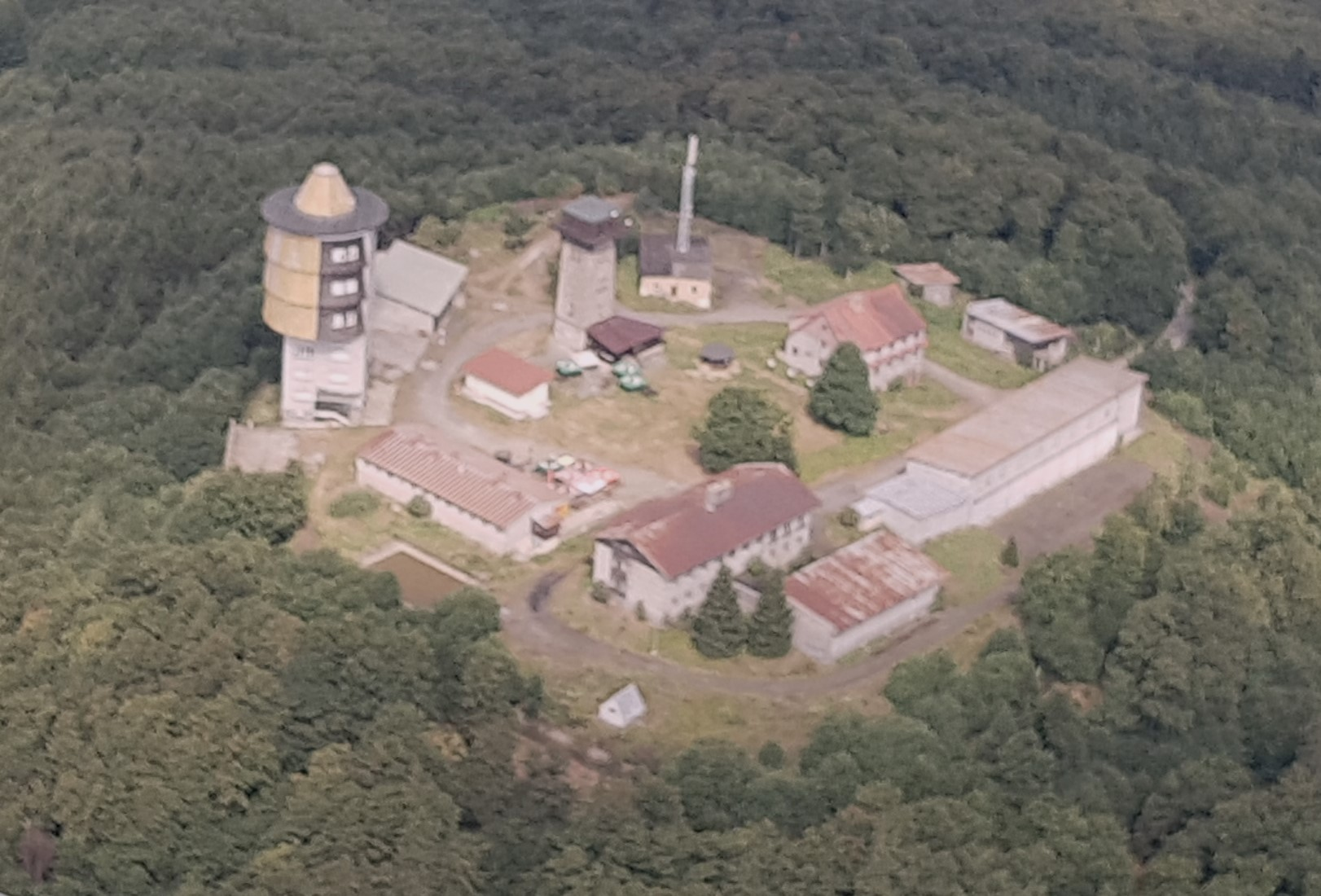
Altes Luftbild der ehemaligen Militäranlagen

Der Čerchov (deutsch Schwarzkopf, auch Schwarzkoppe) ist mit 1042 m n.m. der höchste Berg des Oberpfälzer Waldes (Český les) und der Nordgipfel des Böhmerwaldes. Er liegt ca. 2 km von der deutsch-tschechischen Grenze entfernt in Tschechien, etwa in der Mitte eines Dreiecks der Orte Waldmünchen, Furth im Wald und Domažlice.

## Geographie
Über den Gipfel verläuft die große europäische Wasserscheide Atlantik-Schwarzes Meer.

Nördlich des Berges entspringen die Teplá Bystřice (Warme Pastritz) sowie zwei Bäche namens Černý potok; der eine mündet auf deutschem Gebiet als Schwarzbach bei Höll in die Böhmische Schwarzach, der andere Černý potok in die Radbuza. Am Osthang nimmt der Pastritzkanal seinen Ursprung. Am Südhang des Čerchov liegt die Quelle der Chladná Bystřice (Kalte Pastritz), südwestlich die des Hlubocký potok/Tiefer Graben und am Westhang die Quelle des Steinbaches. Am nordwestlichen Vorberg Malinová hora (963 m n.m.) befindet sich eine ehemalige Kaserne.

## Geschichte
Nach Nutzung durch die Wehrmacht im Zweiten Weltkrieg wurde der Gipfel bis in die 1990er Jahre intensiv als Aufklärungsstation genutzt und war nicht mehr öffentlich zugänglich. Neben dem 1904 als Aussichtsturm errichteten Kurz-Turm (so benannt nach seinem Erbauer Vilém Kurz, 1847–1902) wurde 1987 durch die tschechoslowakische Armee ein zweiter, größerer Turm errichtet, der heute Flugsicherungszwecken dient und nicht zugänglich ist. Die entsprechende Fernmeldestation der NATO befand sich auf dem Hohen Bogen in etwa 20 km Entfernung südöstlich; weitere Aufklärungsposten waren u. a. auf dem Velký Zvon (Plattenberg, mit einem 1978 in sehr ähnlicher Bauweise errichteten Turm, wobei zur Čerchov-Anlage Sichtkontakt besteht), dem Dyleň und dem 60 km südlicher gelegenen Poledník (Mittagsberg). Neben der sowjetischen Armee nutzte auch die Hauptabteilung III des Ministeriums für Staatssicherheit der DDR die Stellung auf dem Čerchov als Abhörstützpunkt (Tarnbezeichnung „RUBIN“). Im Zuge der Grenzöffnung und Wiedervereinigung wurden die Horchposten aufgegeben und seit Juli 2000 ist der Kurz-Turm wieder zugänglich. Der Berg bietet einen Rundblick auf den Bayerischen Wald und die tschechische Ebene, bei guten Wetterbedingungen reicht die Sicht  bis zu den Alpen. Es befindet sich auch ein Amateurfunkrelais auf dem Berg.